# Андреас Брандхорст
Андреас Брандхорст (на немски: Andreas Brandhorst) е германски писател в областта на фентъзи и научната фантастика. Публикува под псевдонимите Томас Локуд, Роберт Ламонт, Хорст Бранд, Андреас Вернинг и Андреас Вайлер.
Като преводач Андреас Брандхорст е пресъздал на немски език повечето романи от поредицата „Светът на диска“ на английския фантаст Тери Пратчет.

## Биография
Андреас Брандхорст е роден в Зилхорст, част от градчето Раден в германската провинция Северен Рейн-Вестфалия.
През 1984 г. се преселва в Италия и живее със съпругата си италианка близо до Венеция. След раздялата им през 2013 г. Брандхорст се завръща в Германия и днес обитава общността Клаусхайде при град Нордхорн.

## Творчество
Писателското творчество на Андреас Брандхорст може да се раздели на два периода. През първия, започнал от 1975 г. (с продажбата на ранния роман „Подземните хора“ (Die Unterirdischen, 1978) и продължил до 1988 г. Брандхорст създава главно брошурни романи, както и трилогията „Под знака на Огнения път“ (Im Zeichen der Feuerstraße 1988).
Следва дълга пауза от близо 15 години, през която Брандхорст предимно превежда фантастика.
Вторият период на писателското му творчество започва през 2003 г. с работата над романа „Диамант“ („Diamant“) – първия от серията „Кантаки“ – излязъл през 2004 г. Шестте романа на Андреас Брандхорст за извънземните Кантаки (известни като Трилогия „Диамант“ и Трилогия „Гракен“) му създават литературно име и оттогава широко разгърнатите визии за бъдещето, често изградени с похватите на трилър, се превръщат в негова запазена марка.
Рзказът на Брандхорст „Ловци на планктон“ („Die Planktonfischer“) е отличен през 1983 г. като кратка проза с наградата „Курд Ласвиц“. Същата награда получават романите му „Корабът“ („Das Schiff“) (2016) и „Омни“ („Omni“) (2017). За романите си „Артефактът“ („Das Artefakt“) и „Корабът“ писателят е удостоен през 2013 2016 г. с „Немската награда за научна фантастика“ („Deutscher Science Fiction Preis“). Има и много номинации за различни награди за фантастика.